# Pfaffstättner Kogel
Pfaffstättner Kogel är ett berg i Österrike.   Det ligger i distriktet Baden och förbundslandet Niederösterreich, i den östra delen av landet, 22 km sydväst om huvudstaden Wien. Toppen på Pfaffstättner Kogel är 541 meter över havet, eller 23 meter över den omgivande terrängen. Bredden vid basen är 0,28 km.
Terrängen runt Pfaffstättner Kogel är kuperad åt nordväst, men åt sydost är den platt. Runt Pfaffstättner Kogel är det ganska tätbefolkat, med 172 invånare per kvadratkilometer.. Närmaste större samhälle är Baden, 2,9 km söder om Pfaffstättner Kogel. 
Runt Pfaffstättner Kogel är det i huvudsak tätbebyggt.